# جی‌ام‌دی جی‌ام‌دی‌اچ-۱
جی‌ام‌دی جی‌ام‌دی‌اچ-۱ (انگلیسی: GMD GMDH-۱) لوکوموتیو دیزلی ساخت شرکت جنرال موتورز دیزل است.
این لوکوموتیو که فقط ۴ دستگاه آن تولید شده است دارای توان خروجی ۴۵۰ کیلووات (۲ دستگاه) و ۶۰۰ کیلووات (۲ دستگاه) بوده است.